# Bracco Italiano
Der Bracco Italiano ist eine von der FCI (Nr. 202, Gr. 7, Sek. 1.1) anerkannte italienische Hunderasse.

## Herkunft und Geschichtliches
Die ersten Abbildungen der Rasse stammen aus dem 14. Jahrhundert. Der Bracco wurde lange zur Vogeljagd (oft zusammen mit Falknern) eingesetzt.
Diese alte Rasse war nach dem Zweiten Weltkrieg so stark dezimiert, dass sie fast ausgestorben wäre. Es ist eine seltene Rasse, die über Italien hinaus kaum bekannt ist.

## Beschreibung
Großer Jagdhund, bis 67 cm, bei 40 kg Gewicht mit kurzem, dichtem und glänzendem Fell in unterschiedlichen Farben und Zeichnungen: weiß, weiß mit orange- oder bernsteinfarbenen Flecken, weiß mit kastanienbraunen Flecken, weiß-blassorange gesprenkelt (melato). Bevorzugt wird eine symmetrische Maske, man toleriert aber auch das Fehlen einer Maske. Die Hunde dieser Rasse haben lange Schlappohren.
Bei guter Gesundheit kann der italienische Jagdhund 12–14 Jahre alt werden. Er ist nicht nur vom FCI anerkannt, sondern auch vom AKC in der Gruppe „Miscellaneous Group“.

## Charakter und Wesen
Der Bracco Italiano gilt als ein ruhiger und ausgeglichener Hund, welcher als eher scheu einzustufen ist. Der Hund ist sehr sensibel und muss daher mit Ruhe und viel Geduld erzogen werden. Außerdem sagt man dem Vorstehhund nach, dass er sehr intelligent, lernfähig und zuverlässig ist. Sein Charakter ist außerdem gelassen aber auch stur.